# David Botzenhardt
David Botzenhardt (* 31. August 1871 in Ulm; † 2. August 1928 in Stettin) war ein deutscher Goldleistenarbeiter und SPD-Politiker.

## Leben
David Botzenhardt hatte den Beruf des Goldleistenarbeiters gelernt.
Von 1894 bis 1922 gehörte er zu den führenden Partei-, Gewerbsschafts- und Genossenschaftsfunktionäre in Mecklenburg-Strelitz. Er war seit 1902 Kreisvertrauensmann der SPD im Kreis Neubrandenburg und von 1910 bis 1928 „Gauleiter“ des Landarbeiterverbandes, der der SPD nahestand. In der Novemberrevolution wurde er in den Arbeiterrat in Neustrelitz gewählt.
1919 gehörte er der Verfassunggebenden Versammlung von Mecklenburg-Strelitz an, er war dort auch Fraktionschef der SPD und Vorsitzender des Ausschusses zum Landesgrundgesetz. Anschließend gehörte Botzenhardt bis 1923 auch dem ersten und zweiten Landtag von Mecklenburg-Strelitz an. Im ersten Landtag war er Vizepräsident.
1922 ging er nach Pommern und war von 1923 bis 1928 Mitglied des Reichswirtschaftsrates.